# Emmeloord (Schokland)
Emmeloord (ook: oud-Emmeloord) was een terpdorp en noordelijk deel van het voormalige eiland Schokland in de Zuiderzee. De huidige hoofdplaats Emmeloord van de gemeente Noordoostpolder is er naar vernoemd.

## Geschiedenis
Emmeloord viel ten tijde van de Republiek onder het gewest Holland. Dit in tegenstelling tot Ens, het zuidelijke deel, dat bij de provincie Overijssel hoorde. De ambachtsheerlijkheid van Urk en Emmeloord kwam in de 13e eeuw in handen van de graven van Holland en werd later het bezit van de burgemeester van Enkhuizen. Vanaf 1476 was de ambachtsheerlijkheid van Urk en Emmeloord eigendom van het Utrechtse geslacht Soudenbalch. Tussen 1614 en 1660 was de heerlijkheid van Urk en Emmeloord in bezit van het geslacht Van de Werve. In 1660 kwam het eiland onder het bestuur van Amsterdam te liggen. De ambachtsheerlijkheid van Urk en Emmeloord werd door verschillende amsterdamse regenten zoals Andries de Graeff, Nicolaas Witsen, Hendrik Daniëlsz Hooft en Jan Elias Huydecooper bestuurd.
In de Franse tijd werden Emmeloord en Ens verenigd in één gemeente Schokland. Dit werd na de bevrijding niet meer ongedaan gemaakt; Schokland kwam in zijn geheel bij Overijssel te horen. Emmeloord was volgens de volkstelling van 1849 vrijwel geheel Rooms-katholiek, terwijl Ens een protestantse meerderheid kende.

### Ontruiming
Schokland had regelmatig te maken met overstromingen. Emmeloord en Ens werden hierom in 1859 op last van Willem III ontruimd. Slechts een paar mensen kwamen op het eiland te wonen, om onder andere de vuurtoren te bedienen. Omdat de oude bewoners bij hun vertrek hun woningen moesten afbreken, werden er enkele nieuwe woningen gebouwd. De lichtwachterswoning werd gebouwd in 1882 als dienstwoning voor de eerste havenmeester. De laatste bewoner was Jan Spit die hier van 1923 tot 1940 woonde. Zijn taak was zowel het in bedrijf houden van de haven als het bedienen van de havenlichten en vuurtoren. Zijn vrouw Jentje dreef een klein winkeltje met kruidenierswaren. Zijn woning is nog te zien in Emmeloord.
De tweede havenmeester was Harmen Smit. Zijn woning stond tussen de lichtwachterswoning en het misthoorngebouwtje. Deze geboren Schoklander dreef ook de visafslag en was kantoorhouder van de PTT.
In 1942 werd de Noordoostpolder gecreëerd en werd het eiland omgeven door land.

## Huidige situatie

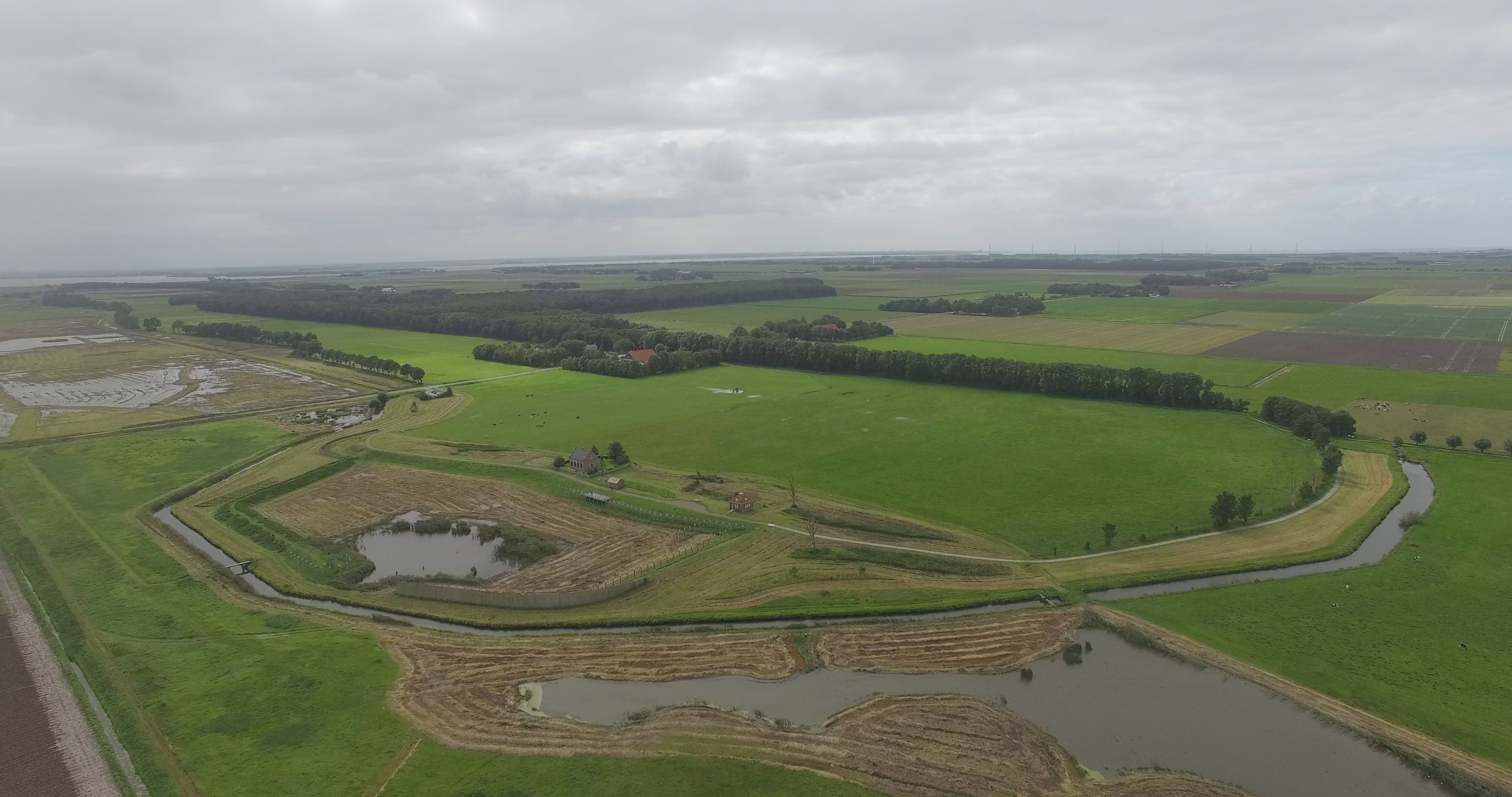
Luchtfoto van Emmeloord in 2014

De oorspronkelijke haven is te midden van het akkerland van de Noordoostpolder gereconstrueerd. De lichtwaterswoning en het het misthoorngebouwtje zijn behouden, de vuurtoren is gereconstrueerd. Van het oorspronkelijke dorp voor de ontruiming is geen bebouwing meer over.
In 2007 is er bij de lichtwachterswoning het kunstwerk Markering begraafplaats Emmeloord aangebracht, gemaakt door Annet Bult en Marianne Meinema. Hierin zijn de volgende op Schokland veel voorkomende achternamen verwerkt: Botter, Karel, Bien, Konter, Broodbakker, Klappe, Kok, Blankvrees, Visscher, Kluessien, Mommende, Schoon, Net, Ouderling, Buijs, Koek, Corjanus, Bape, Veen, Kwakman, de Boer, Ruiten, Klein, Scholten, Baentjes, Toeter, Jongsma, Koridon, Hofman, Goosen, Grootjen, de Vries, Koot, Sul, Legebeke, Kamper, Been, van der Molen, Stroeve, Mossel, Diender, de Graaf, Tromp, van Kleef en Zalm.

## Etymologie
Emmeloord heette rond 1478 Emelwerth. Eem, het eerste deel van Emel, komt van het Germaanse ami, een algemene aanduiding voor een natuurlijke waterloop. waar ook de naam van de rivier de Eem uit voortkomt. Werth betekent wierde. Vanaf 1650 zien we echter dat de naam omgezet is naar Emeloirt. Oirt (door de i achter de o spreek je het uit als oort) betekent punt, net als in Dinteloord en IJoort (later IJdoorn).
De overgang van werth naar oort heeft waarschijnlijk te maken met de afbrokkeling van het eiland Schokland. Daardoor was Emelwerth steeds minder een terp (heuvel in het land) maar kwam steeds meer op de punt (oirt) van het eiland te liggen. Mogelijk is -oord verwant met woerd (weerd, waard, wert (Fries)), wat een opgeworpen verhoging ter bescherming tegen watervloeden is. Het heeft niet met "oord" in de betekenis van "plaats" te maken, zoals 19e-eeuwse Drentse koloniën als Frederiksoord en Wilhelminaoord.
In vroege vermeldingen komen de spellingsvariaties Emelwaerde, Emelwar (nu de naam van een wooncomplex in Emmeloord) en Emelwerda (nu een protestants-christelijke middelbare school in Emmeloord) voor.

## Externe link

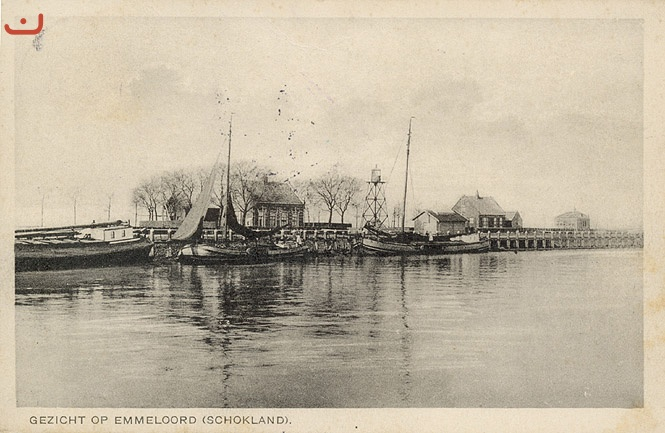
Briefkaart oude situatie
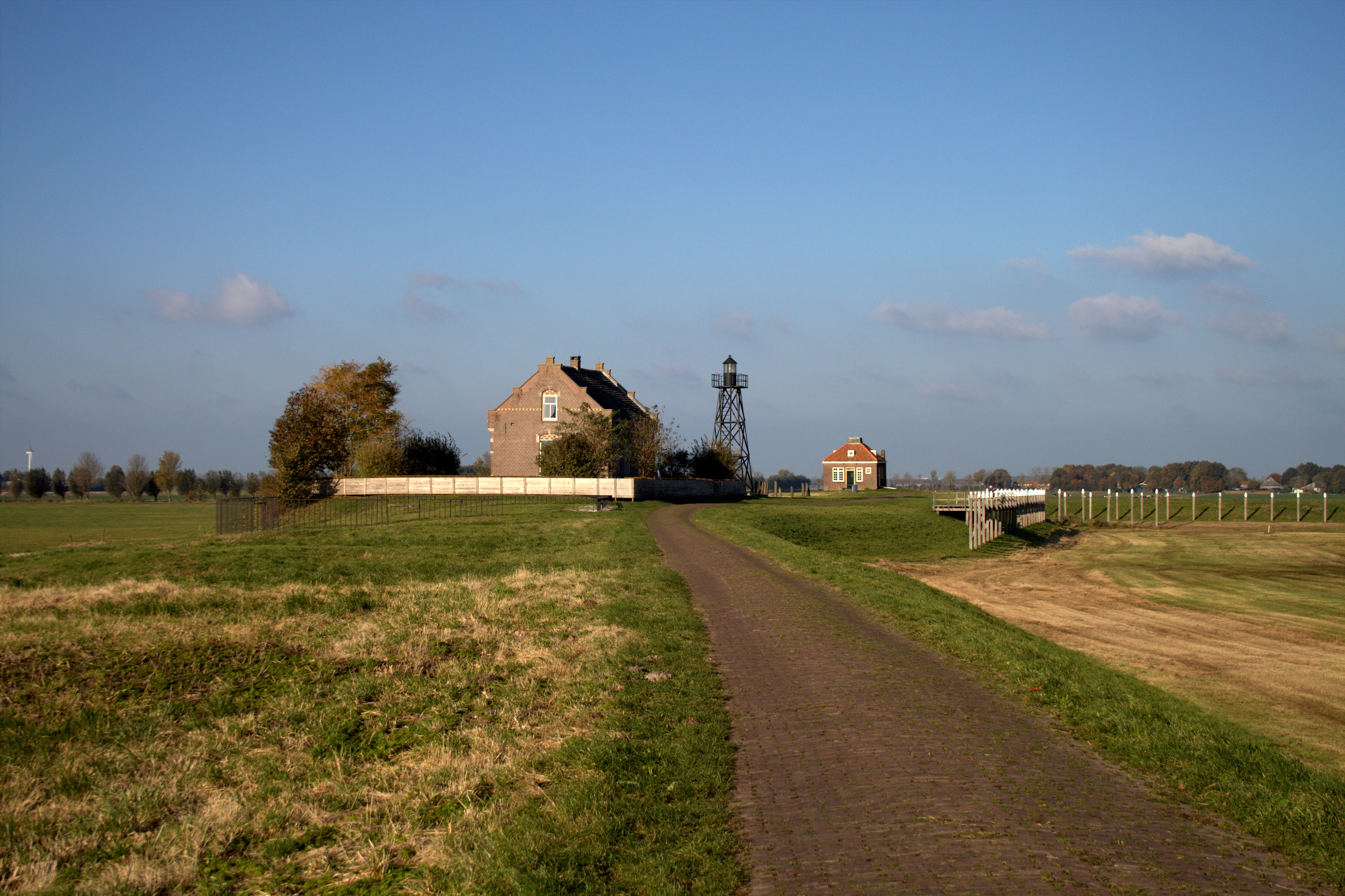
Overzicht huidige situatie
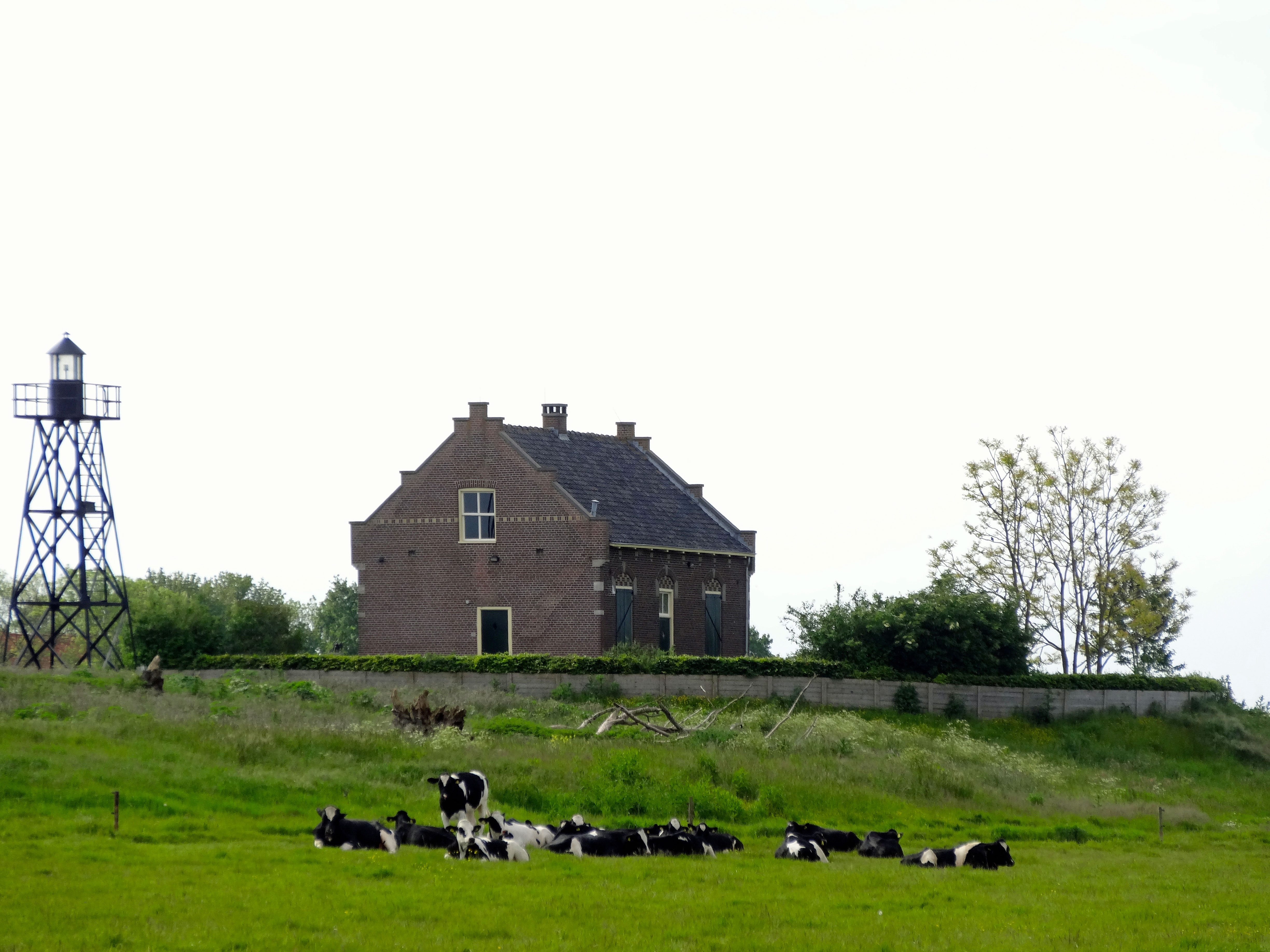
Voormalige lichtwachterswoning met replica vuurtoren
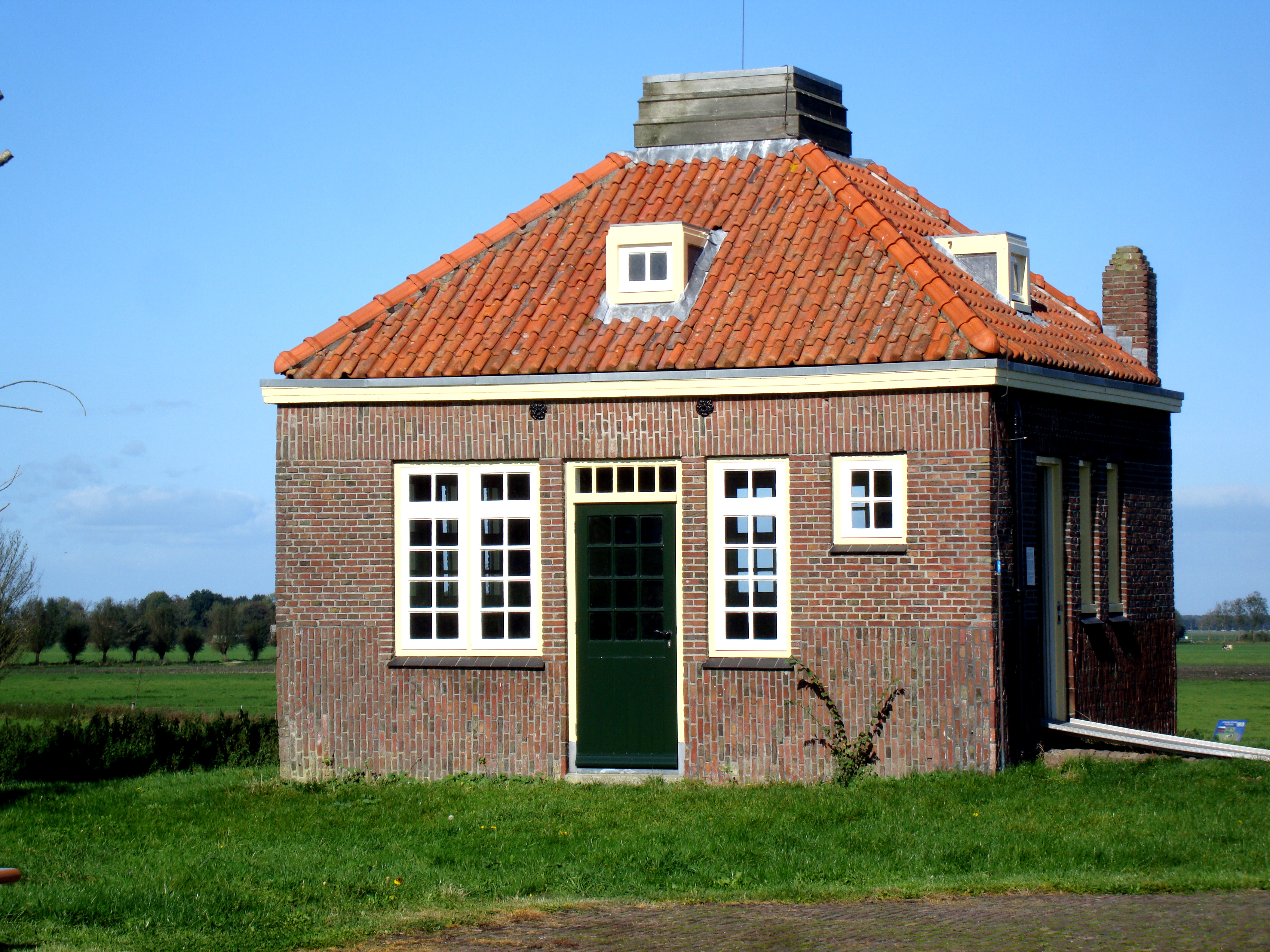
Misthoorngebouwtje
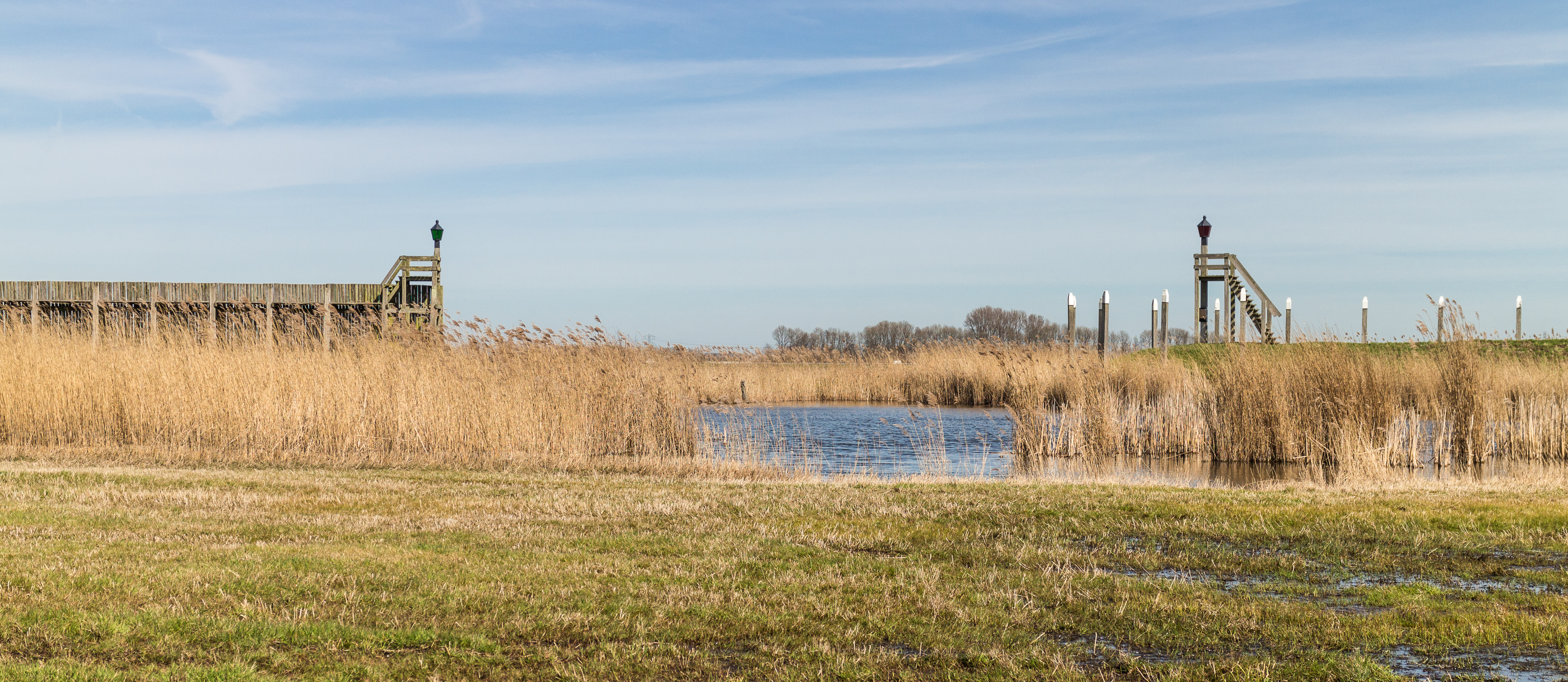
Voormalige haven
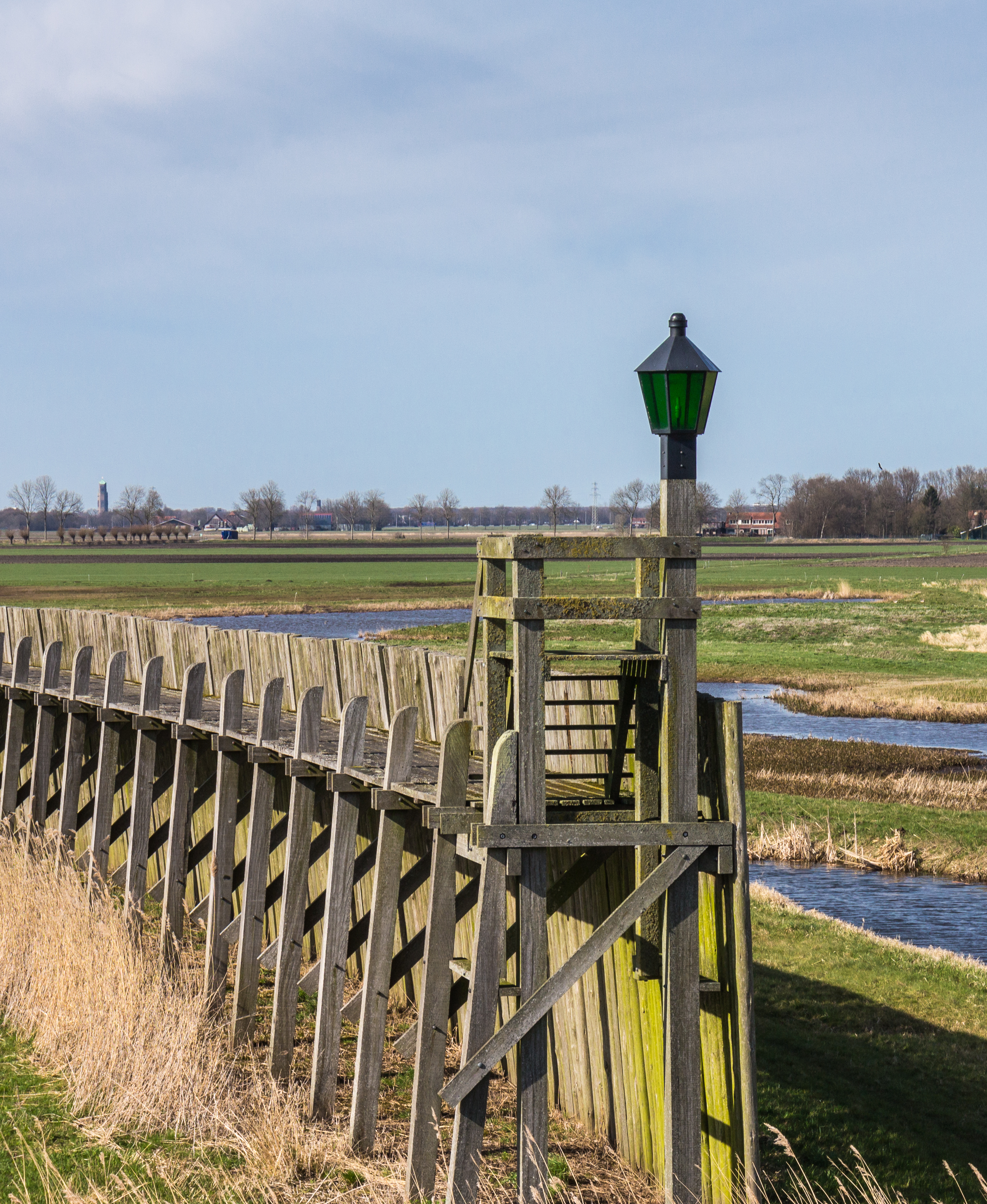
Havenhoofd
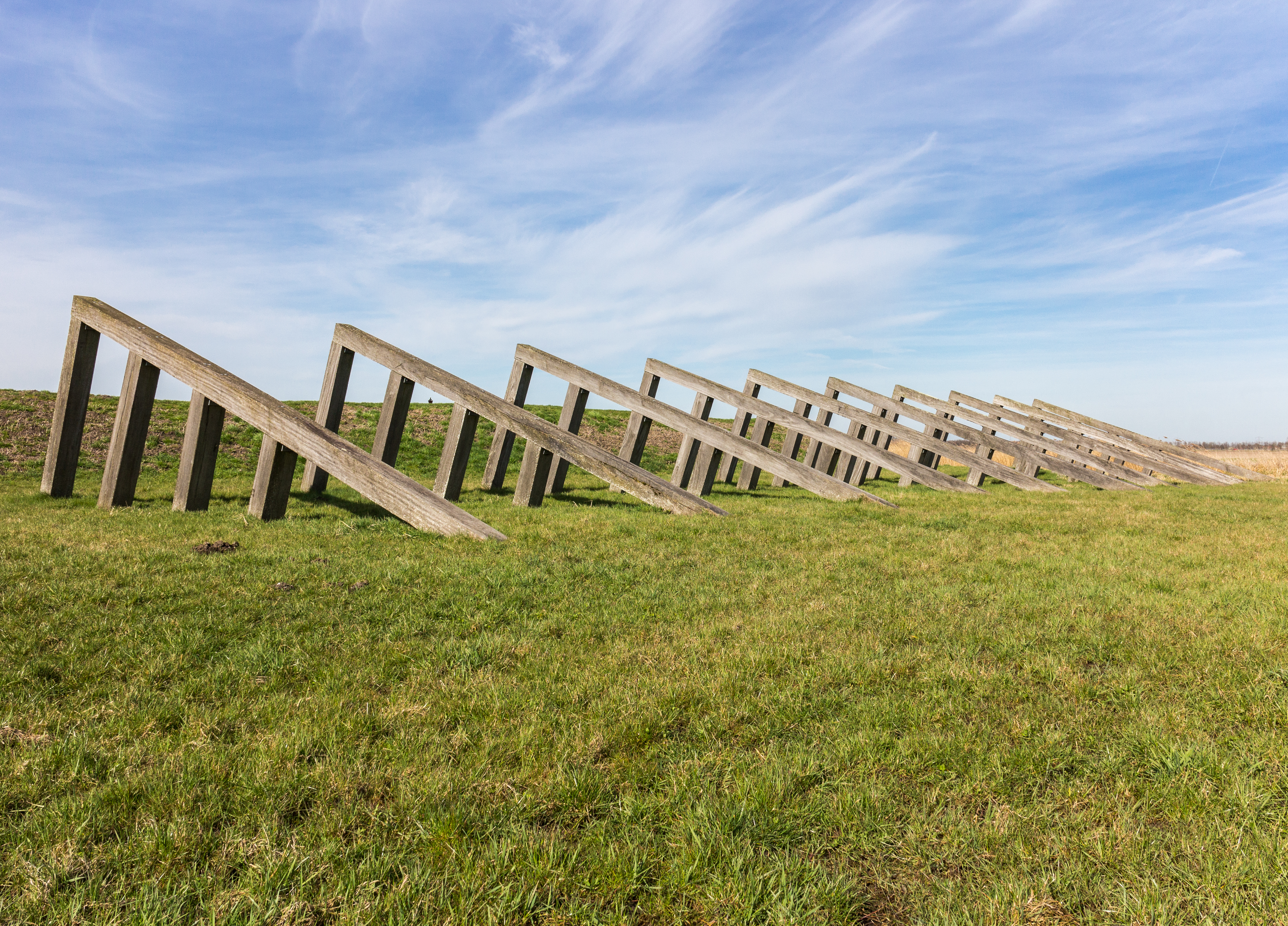
IJsbrekers
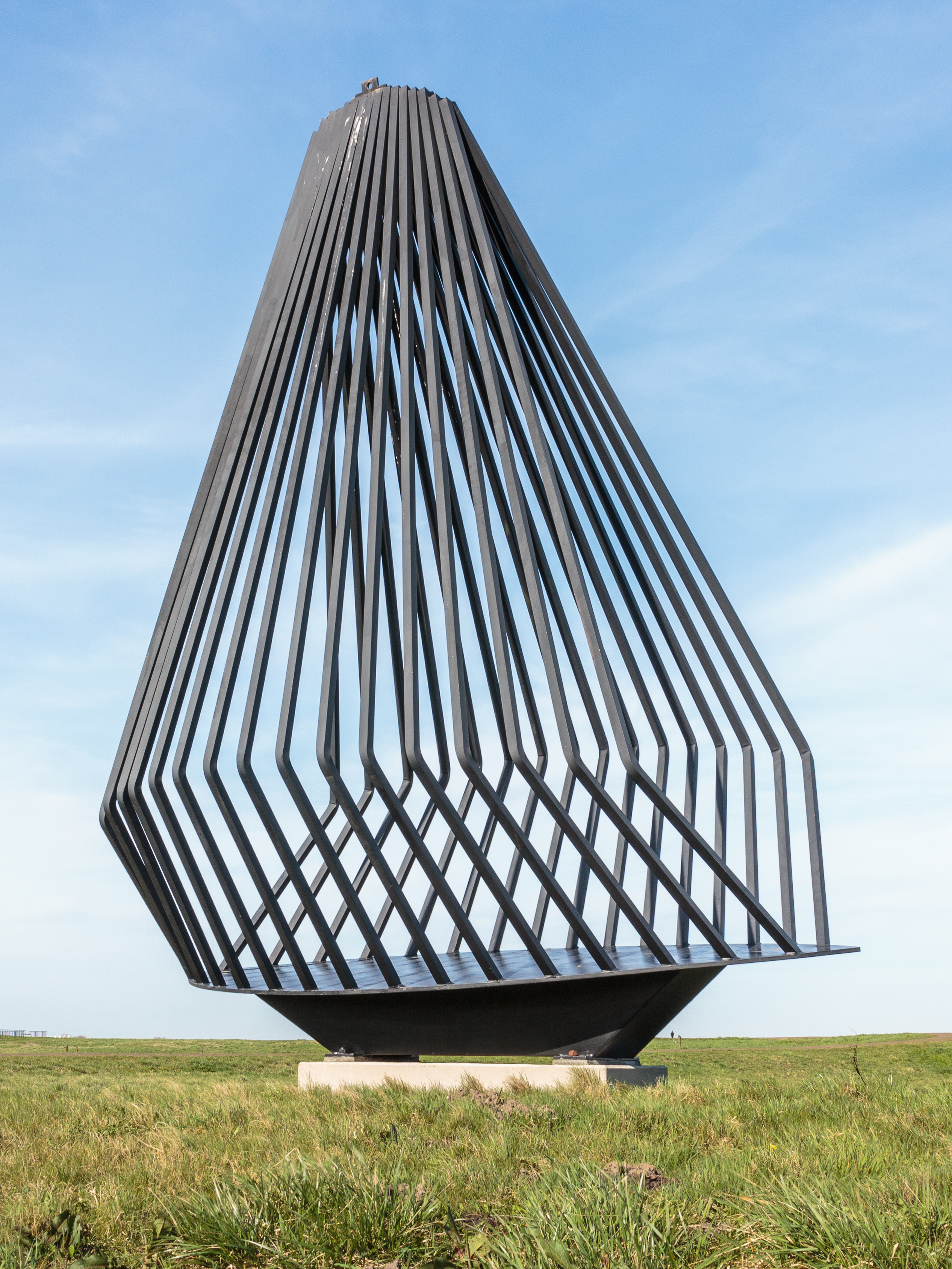
Nationaal binnenvaartmonument